# اسمیادووو
اسمیادووو شهری در استان شومن کشور بلغارستان است که جمعیت آن در سال ۲۰۰۱ میلادی ۴٬۳۳۱ نفر بوده‌است.